# Christopher Denham
Christopher Denham es un actor, guionista y director estadounidense. Es mejor conocido por sus papeles secundarios en Argo, Being the Ricardos, Shutter Island y su papel en el fenómeno de culto del Festival de Cine de Sundance, Sound of My Voice, así como en la series de televisión Billions, Shining Girls, junto a Elisabeth Moss y Utopia de Amazon Prime, creada por Gillian Flynn.

## Primeros años
Denham creció en el lado sur de Chicago. Asistió a la Universidad de Illinois en Urbana-Champaign, donde estudió actuación y escritura creativa.

## Carrera en el teatro
Denham hizo su debut en Broadway junto a Danny Glover en el revival de 2003 de "Master Harold"... and the Boys. En 2005, Denham originó el papel de Matt en la producción delSteppenwolf Theatre de Red Light Winter de Adam Rapp. La producción se mudó a Nueva York, donde Denham ganó el premio al actor principal destacado en los premios Lucille Lortel de 2006. Sus otros créditos en Broadway incluyen el papel principal en El teniente de Inishmore de Martin McDonagh y China Doll de David Mamet, junto a Al Pacino. Off-Broadway, Denham apareció en Playwright's Horizons en Kindness de Adam Rapp junto a Katherine Waterston, Wintertime en el Second Stage de Charles Mee, y The Inevitable Disappearance of Tom Durnin de Steven Levenson, junto a David Morse en Roundabout Theatre Company. A nivel regional, Denham ha trabajado con el Festival de Shakespeare de Illinois, el Teatro y Cine de Nueva York y el Sundance Lab for Directors and Screenwriters.

## Carrera en cine y televisión
El primer papel importante de Denham en una película fue como el oficial de operaciones paramilitares de la CIA, Mike Vickers, en Charlie Wilson's War, dirigida por Mike Nichols. Actuó junto a Brit Marling en el aclamado thriller psicológico Sound of My Voice, que se estrenó en el Festival de Cine de Sundance. Su papel revelación en el cine fue como Mark Lijek, uno de los seis rehenes fugitivos rescatados por Tony Mendez en Argo. Más tarde, Denham interpretó al científico Jim Meeks en Manhattan, nominada al Emmy. En el 2017, se unió al elenco de Billions como el abogado Oliver Dake. Apareció como el sheriff Peter Trask en One Dollar de Craig Zobel, que se estrenó en CBS All Access. En 2020, fue un personaje regular en Utopia de Gillian Flynn como Arby. Denham ha colaborado con los directores legendarios Martin Scorsese (Shutter Island), Mike Nichols (Charlie Wilson's War), Barry Levinson (The Bay), Tony Gilroy (Duplicity), Jodie Foster (Money Monster) y Aaron Sorkin (Being The Ricardos). Otros créditos televisivos incluyen: Rubicon, Person of Interest, The Good Wife, Prodigal Son, Law and Order, Law and Order: SVU y The Following.
Denham escribió y dirigió la película de terror de 2008 Home Movie (IFC Films) que se estrenó en Toronto After Dark y ganó el Premio Citizen Kane al director prometedor en el Festival de Cine de Sitges. También escribió y dirigió el thriller aclamado por la crítica Preservation, protagonizado por Wrenn Schmidt, Pablo Schreiber y Aaron Staton que debutó en el Festival de Cine de Tribeca y fue distribuida por The Orchard.
Se ha anunciado que Denham aparecerá en la película de Christopher Nolan, Oppenheimer, para Universal Pictures, que se encuentra actualmente en producción.

## Filmografía

### Películas
| Año  | Título               | Papel             | Notas                  |
| ---- | -------------------- | ----------------- | ---------------------- |
| 2005 | Headspace            | Alex Borden       |                        |
| 2007 | Two Families         | Greg              | Película de televisión |
| 2007 | Blackbird            | Clarke            |                        |
| 2007 | Charlie Wilson's War | Mike Vickers      |                        |
| 2007 | The Key to Reserva   | Leonard           | Cortometraje           |
| 2008 | El camino            | Gray              |                        |
| 2009 | Duplicity            | Ronny Partiz      |                        |
| 2009 | Alexander the Last   | Actor             |                        |
| 2009 | Bottleworld          | Fred              |                        |
| 2010 | Shutter Island       | Peter Breene      |                        |
| 2010 | Camp Hell            | Christian         |                        |
| 2011 | Sound of My Voice    | Peter Aitken      |                        |
| 2011 | Restive              | Lott              |                        |
| 2011 | Enter Nowhere        | Kevin             |                        |
| 2012 | Forgetting the Girl  | Kevin Wolfe       |                        |
| 2012 | Argo                 | Mark Lijek        |                        |
| 2012 | The Bay              | Sam               |                        |
| 2014 | Bad Country          | Tommy Weiland     |                        |
| 2014 | Preservation         |                   | como director          |
| 2015 | Area 51              |                   | como escritor          |
| 2016 | Money Monster        | Ron Sprecher      |                        |
| 2017 | Camera Obscura       | Jack Zeller       |                        |
| 2018 | Fast Color           | Bill              |                        |
| 2018 | The Amaranth         | Dr. Alan Campbell |                        |
| 2021 | Being the Ricardos   | Donald Glass      |                        |
| 2023 | Maggie Moore(s)      | Andy Moore        |                        |
| 2023 | Oppenheimer          | Klaus Fuchs       |                        |

### Televisión
| Año       | Título                            | Papel            | Notas                          |
| --------- | --------------------------------- | ---------------- | ------------------------------ |
| 2003      | Law & Order: Special Victims Unit | Joey Field       | Episodio: "Damaged"            |
| 2007      | Law & Order                       | Gerald Stockwell | Episodio: "Murder Book"        |
| 2010      | Rubicon                           | Evan Hadas       | Episodio: "Keep the Ends Out"  |
| 2012      | Person of Interest                | Kyle Morrison    | Episodio: "Identity Crisis"    |
| 2013      | Deception                         | Remy Colville    | Episodio: "Pilot"              |
| 2013      | The Following                     | Vince McKinley   | 3 episodios                    |
| 2013      | The Good Wife                     | Trent            | Episodio: "What's in the Box?" |
| 2014–2015 | Manhattan                         | Jim Meeks        | 10 episodios                   |
| 2017–2018 | Billions                          | Oliver Dake      | 17 episodios                   |
| 2018      | One Dollar                        | Peter Trask      | 10 episodios                   |
| 2020      | Utopia                            | Arby             | 8 episodios                    |

### Teatro
| Año  | Título                                      | Papel              | Notas                           |
| ---- | ------------------------------------------- | ------------------ | ------------------------------- |
| 2003 | "Master Harold"...and the Boys              | Hally              | Roundabout Theater Company      |
| 2004 | Wintertime                                  | Jonathan           | Second Stage Theater            |
| 2005 | Red Light Winter                            | Matt               | Steppenwolf Theater             |
| 2006 | Red Light Winter                            | Matt               | Barrow Street Theater           |
| 2006 | Cagelove                                    | Escritor, director | Rattlestick Playwrights Theater |
| 2006 | El teniente de Inishmore                    | Mad Padraic        | Lyceum Theatre                  |
| 2008 | Kindness                                    | Dennis             | Playwrights Horizons            |
| 2015 | China Doll                                  | Carson             | Gerald Schoenfeld Theatre       |
| 2018 | The Unavoidable Disappearance of Tom Durnin | James Durnin       | Roundabout Theater Company      |